# Bulakelor
Bulakelor is een bestuurslaag in het regentschap Brebes van de provincie Midden-Java, Indonesië. Bulakelor telt 6592 inwoners (volkstelling 2010).